# Ensign Racing
Ensign var en brittisk formelbiltillverkare med ett formel 1-stall som tävlade under 1970-talet och början av 1980-talet.

## Historik
Ensigns bästa resultat var Marc Surers snabbaste varv och fjärdeplats i Brasilien 1981. Stallet upphörde efter säsongen 1982 genom ett samgående med Theodore Racing.

## F1-säsonger
| Säsong | Tävlingsnamn                    | Bil                     | Motor                    | Däck | Poäng | VM-plac. | Förare 1         | Förare 2     | Övriga förare                                                    |
| ------ | ------------------------------- | ----------------------- | ------------------------ | ---- | ----- | -------- | ---------------- | ------------ | ---------------------------------------------------------------- |
| 1973   | Team Ensign                     | Ensign N173             | Ford Cosworth DFV 3.0 V8 | F    | 0     | 12:a     | Rikky von Opel   |              |                                                                  |
| 1974   | Team Ensign                     | Ensign N173 Ensign N174 | Ford Cosworth DFV 3.0 V8 | F    | 0     | 13:e     | Mike Wilds       |              | Rikky von Opel Vern Schuppan                                     |
| 1975   | HB Bewaking Team Ensign         | Ensign N174 Ensign N175 | Ford Cosworth DFV 3.0 V8 | G    | 1     | 13:e     | Roelof Wunderink | Chris Amon   | Gijs van Lennep                                                  |
| 1976   | Team Ensign                     | Ensign N174 Ensign N176 | Ford Cosworth DFV 3.0 V8 | G    | 2     | 12:a     | Jacky Ickx       |              | Chris Amon Hans Binder Patrick Nève                              |
| 1977   | Team Tissot Ensign with Castrol | Ensign N177             | Ford Cosworth DFV 3.0 V8 | G    | 10    | 10:a     | Clay Regazzoni   |              | Jacky Ickx                                                       |
| 1978   | Team Tissot Ensign              | Ensign N177             | Ford Cosworth DFV 3.0 V8 | G    | 1     | 13:e     | Derek Daly       | Brett Lunger | Harald Ertl Jacky Ickx Lamberto Leoni Danny Ongais Nelson Piquet |
| 1979   | Team Ensign                     | Ensign N177 Ensign N179 | Ford Cosworth DFV 3.0 V8 | G    | 0     | 13:e     | Marc Surer       |              | Derek Daly Patrick Gaillard                                      |
| 1980   | Unipart Racing Team             | Ensign N180             | Ford Cosworth DFV 3.0 V8 | G    | 0     | 12:a     | Jan Lammers      | Geoff Lees   | Tiff Needell Clay Regazzoni                                      |
| 1981   | Ensign Racing                   | Ensign N180B            | Ford Cosworth DFV 3.0 V8 | A/M  | 5     | 11:a     | Eliseo Salazar   |              | Ricardo Londono Marc Surer                                       |
| 1982   | Ensign Racing                   | Ensign N181             | Ford Cosworth DFV 3.0 V8 | A/M  | 0     | 15:e     | Roberto Guerrero |              |                                                                  |

## Andra stall
Ensign har också levererat bilar till andra formel 1-stall.
| Stall                 | Säsonger | Antal lopp |
| --------------------- | -------- | ---------- |
| Mario Deliotti Racing | 1978     | 1          |
| Theodore Racing       | 1977     | 8          |